# Михајло Бањац
Михајло Бањац (Нови Сад, 10. новембра 1999) српски је фудбалер, који тренутно наступа за ТСЦ из Бачке Тополе, на позајмици из Краснодара. Син је некадашњег фудбалера, Бојана Бањца.

## Каријера

### Инђија
Михајло Бањац је рођен 10. новембра 1999. у Новом Саду, као син некадашњег фудбалера, Бојана Бањца. Прошао је све млађе узраста фудбалског клуба Инђија. Наступио је на пријатељском сусрету који је комбиновани састав Инђије одиграо против резервиста Партизана у Спортском центру Телеоптик, у фебруару 2017. За први тим свог клуба дебитовао је у 26. колу такмичарске 2016/17. у Првој лиги Србије, против Динама из Врања, ушавши на терен уместо Немање Босанчића у 87. минуту. Наредне сезоне је неколико пута био у протоколима утакмица сениорске екипе, али је све до лета 2018. играо за омладинце. На отварању Прве лиге Србије за такмичарску 2018/19, против Борца у Чачку, Бањац се нашао у стартној постави своје екипе. Свој први погодак у професионалној каријери постигао је 3. марта 2019. године, на сусрету са екипом Будућности из Добановаца, у оквиру 24. кола Прве лиге, који је завршен резултатом 2 : 2. Након тога је био стрелац једног од четири поготка своје екипе у победи на гостовању Телеоптику, као и у наредном колу, када је Инђија на свом терену савладала екипу чајетинског Златибора, резултатом 2 : 0. Одмах затим, у претпоследњем колу регуларног дела сезоне, против Слободе у Ужицу, Бањац је изнудио једанаестерац, који је реализовао Иван Рогач. На последњој утакмици доигравања, Бањац је био двоструки стрелац у победи од 3 : 1 над београдским Синђелићем, те је због свог учинка изабран за најбољег појединца тог догађаја. Тако је по други пут у сезони понео епитет играча утакмице, а према извештајима са утакмица, заслужио је просечну оцену 6,89.
На првој утакмици баража за попуну Суперлиге, када се Инђија поново сусрела са саставом Златибора, Бањац је асистирао Срђану Димитрову за вођство свог тима. Тај сусрет завршен је победом Инђије 2 : 1. Исти учесници акције код гола били су и у следећој фази баража, када је Инђија одиграла нерешено са крагујевачким Радничким. После 1 : 1 у регуларном току утакмице, Инђија је била успешнија приликом извођења пенала. Бањац је наступио и на првом сусрету двомеча са врањским Динамом, на ком је санкционисан жутим картоном. У реваншу није наступио, док је његов тим после бољег укупног резултата остварио пласман у највиши степен такмичења. У другом колу првенства Србије за такмичарску 2019/20, против Мачве у Шапцу, Бањац је асистирао Немањи Видићу, после ударца из угла. Бањац је био стрелац првог гола на отварању пролећног дела сезоне, у ремију са екипом ТСЦ Бачке Тополе, резултатом 1 : 1. На тој утакмици, као и на наредне две, против новосадског Пролетера и Црвене звезде, Бањац је био у стартној постави своје екипе, а играо је на позицији предњег везног фудбалера. Против нишког Радничког није био у саставу, а после тога је одиграо читав сусрет у победи од 3 : 0 над Вождовцем. Против Младости у Лучанима у игру је ушао са клупе за резервне фудбалере, 12 минута пред крај сусрета. На првој утакмици након паузе у првенству, изазване епидемијом вируса корона, против суботичког Спартака, Бањац је уписао асистенцију Михаилу Јовановићу, после ударца из угла.

### ТСЦ Бачка Топола
Средином маја 2020. медији у Србији пренели су информацију да је за услуге Михајла Бањца заинтересована београдска Црвена звезда. Преговори су трајали у наредном периоду, а затим је објављено да је ТСЦ понудио боље услове. Бањац је у клубу из Бачке Тополе званично представљен 3. јула исте године, а уговор је потписан на три године.

## Статистика

#### Клупска
Ажурирано 9. септембра 2021.
|                  |          |                  |    |    |   |   |   |   |   |   |     |    |  |  |
| Инђија           | 2016/17. | Прва лига Србије | 1  | 0  | — | — | — | — | — | — | 1   | 0  |  |  |
| Инђија           | 2017/18. | Прва лига Србије | 0  | 0  | 0 | 0 | — | — | — | — | 0   | 0  |  |  |
| Инђија           | 2018/19. | Прва лига Србије | 27 | 5  | 1 | 0 | — | — | 3 | 0 | 31  | 5  |  |  |
| Инђија           | 2019/20. | Суперлига Србије | 20 | 1  | 2 | 0 | — | — | — | — | 22  | 1  |  |  |
| Инђија           | Укупно   | Укупно           | 48 | 6  | 3 | 0 | — | — | 3 | 0 | 54  | 6  |  |  |
|                  |          |                  |    |    |   |   |   |   |   |   |     |    |  |  |
| ТСЦ Бачка Топола | 2020/21. | Суперлига Србије | 38 | 7  | 2 | 0 | 2 | 0 | — | — | 42  | 7  |  |  |
| ТСЦ Бачка Топола | 2021/22. | Суперлига Србије | 7  | 3  | 0 | 0 | — | — | — | — | 7   | 3  |  |  |
| ТСЦ Бачка Топола | Укупно   | Укупно           | 45 | 10 | 2 | 0 | 2 | 0 | — | — | 49  | 10 |  |  |
|                  |          |                  |    |    |   |   |   |   |   |   |     |    |  |  |
| Каријера         | Каријера | Каријера         | 93 | 16 | 5 | 0 | 2 | 0 | 3 | 0 | 103 | 16 |  |  |
|                  |          |                  |    |    |   |   |   |   |   |   |     |    |  |  |